# Ryan Ochoa
Ryan Ochoa (San Diego, 17 maggio 1996) è un attore statunitense, noto per avere interpretato i ruoli di Lanny nella serie televisiva Coppia di re e Chuck in iCarly.

## Biografia
Ha iniziato a recitare da professionista all'età di 8 anni, quando prese parte ad uno Spot per la catena di fast food Dairy Queen.
Il suo debutto cinematografico avviene nel 2007 nel film Nostalgia in cui interpreta Ryan Zorn, il figlio del personaggio principale. Nel 2009 appare in La partita perfetta, dove interpreta Norberto, uno dei 9 giocatori di baseball. Inoltre, nello stesso anno, prende parte al film A Christmas Carol dove recita la parte di Tiny Tim.  
Nel 2009 doppia il personaggio di Rick nel film d'animazione Astro Boy ed è apparso in 5 episodi della serie TV iCarly in cui interpreta il ruolo di Chuck.

## Vita privata

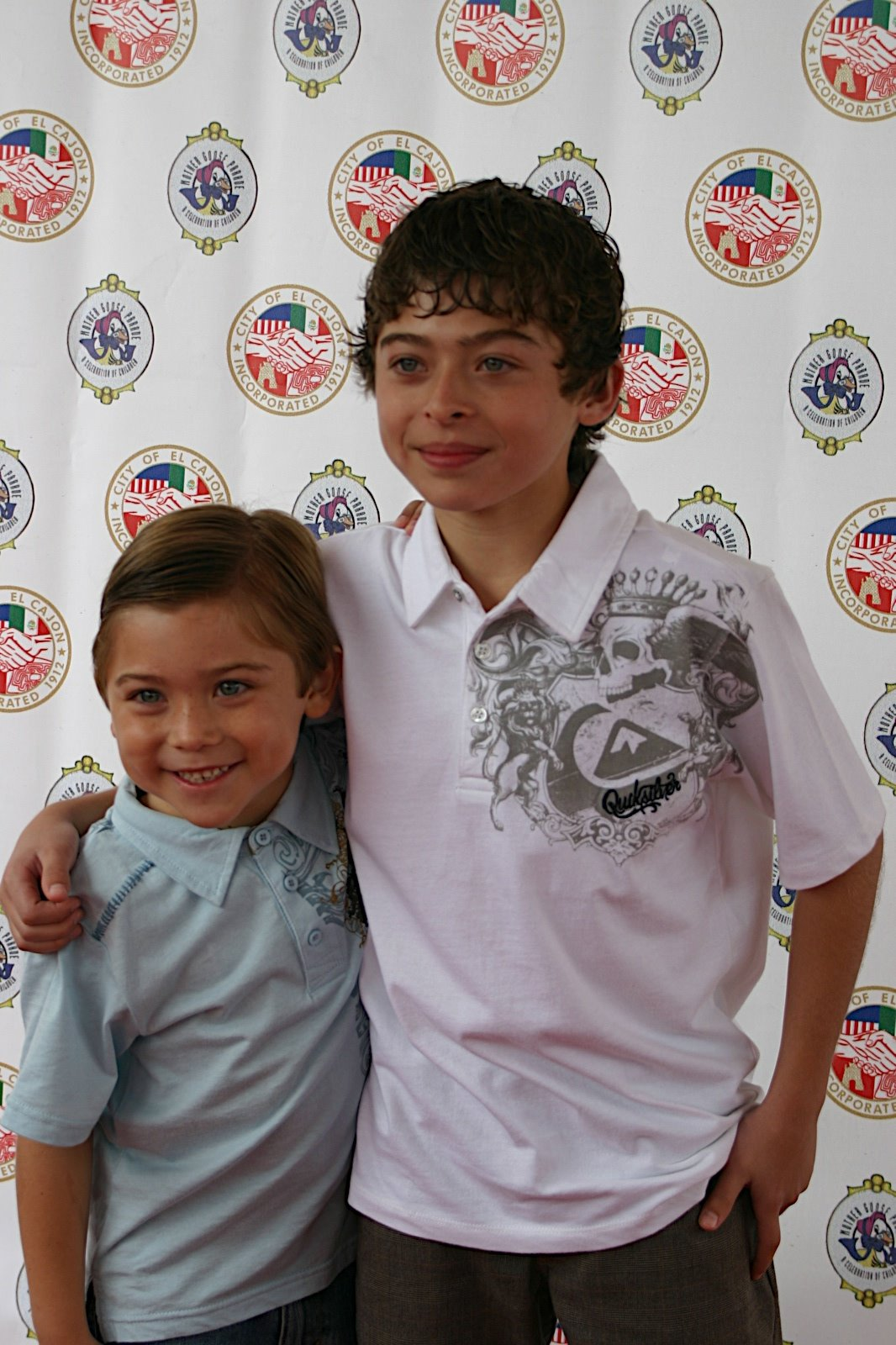
Ryan (a destra) con suo fratello minore Raymond

Ha due fratelli minori, Raymond (anch'esso attore) e Robert. Vive con la sua famiglia a  Los Angeles.

## Filmografia parziale

### Attore

#### Cinema
- Nostalgia, regia di Armand Garabidian (2007)
- Parental Guidance, regia di Meredith Scott Lynn (2008)
- Sette anime (Seven Pounds), regia di Gabriele Muccino (2008)
- La partita perfetta (The Perfect Game), regia di William Dear (2009)
- Mostly Ghostly: Have You Met My Ghoulfriend?, regia di Peter Hewitt (2014)

#### Televisione
- Mother Goose Parade, regia di Jillian Hanson-Cox – film TV (2008)
- iCarly - serie TV, 5 episodi (2008–2010)
- Zeke e Luther (Zeke & Luther) - serie TV, episodio 2x5 (2010)
- Coppia di re (Pair of Kings) - serie TV, 69 episodi (2010-2013)
- Professor Young (Mr. Young) - serie TV, episodio 2x2-3 (2012-2013)
- LA Live The Show - serie TV, un episodio (2013)
- Schlub Life, regia di Victor Nelli Jr. – film TV (2013)

### Doppiatore
- Tim Cratchit in A Christmas Carol - film d'animazione (2009)
- Rick in Astro Boy - film d'animazione (2009)
- Young Speedy in Batman: The Brave and the Bold - serie animata - episodio 2x6 (2010)
- Cucciolo marziano in Milo su Marte (Mars Needs Moms) - film d'animazione (2011)

## Doppiatori italiani
Nelle versioni in italiano delle opere in cui ha recitato, Ryan Ochoa è stato doppiato da:
- Renata Bertolas in iCarly
- Tito Marteddu in La partita perfetta
- Leonardo Caneva in Coppia di re
- Leonardo Graziano in Professor Young
- Alessandro Pili in iCarly (2021)
- Matteo Valentino in The Guardians of Justice
- Lorenzo Del Romano ne I Thunderman in missione